# Велодень
«Велодень» — неофіційне свято, яке відзначають велосипедисти України, Білорусі та Росії наприкінці травня. Дата Велодня визначається за призначенням, зазвичай це субота в останні вихідні травня.
Велодень організовується велосипедистами і не несе політичного або комерційного забарвлення.

## Проведення Велодня
Основний принцип проведення Велодня — збір колон по районах. Це дозволяє збирати дуже велике число учасників. У кожному районі міста призначається місце збору району, потім всі колони з'їжджаються в одне місце. Проводиться пікнік, опен-ейр або афтер-паті на природі, різні конкурси. Велодень можна охарактеризувати як розподілений смартмоб, самоорганізація учасників якого проводиться через соціальні мережі.

## Історія Велодня
Попередниками Велодня були велопробіги «На велосипеді — на роботу!», які проводилися з 2004 року в Києві ентузіастами велоруху та акція в Дніпрі «День поваги до велосипедистів» 2004 року. Метою акції було привернення уваги громадськості та влади до проблем велосипедистів. Зібралося понад 60-ти велосипедистів. Розділилися на дві колони та влаштували велопробіг вулицями Дніпра.
2005 року в місті Дніпрі вперше пройшла акція під назвою «Велодень». В акції взяло участь близько 200 велосипедистів. З кожним роком учасників ставало все більше, а з 2007 року «Велодень» став проходити в Києві та в інших містах України,
в Харкові більше 700. Житомир, Запоріжжя, Луцьк, Львів та Миколаїв 2007 року зібрали до сотні учасників кожний.
2008 року список міст-учасників поповнили Донецьк, Рівне, Вінниця, Первомайськ та Стаханов.
У 2009 приєдналися Івано-Франківськ, Кривий Ріг, Луганськ, Одеса, Полтава, Сімферополь, Хмельницький, Черкаси та Чернігів, а вже наступного року кількість міст-учасників досягла двох десятків. Швидко зростає і чисельність учасників, у Велодні-2010 в Києві взяли участь вже 10 тисяч велосипедистів, у Харкові 2500. Також до міст учасників у 2010 році приєднались Кіровоград, Чернівці.
Росія приєдналася до святкування Велодня 2011 року, коли в м. Курську пройшов перший Велодень, який зібрав понад 100 учасників. 2012 року приєдналося друге російське місто — Орел, де у Велодні взяли участь більше 170 велосипедистів.
2012 року до святкування Велодня приєдналася Білорусь, місто Гомель, організувавши на Велодень велопробіг Гомель — Чернігів.
Всього у Велодні-2012 взяли участь 55 міст України, Білорусі та Росії, в числі яких не лише обласні центри, а й малі міста та райцентри.
2013 року Велодень вперше пройшов в малих містах Росії — в м. Єльці Липецької області, у містах Курчатов та Железногорськ Курської області, а також в м. Лиски Воронезької області, зібравши від 20 до 50 учасників в кожному місті. У місті Курську число учасників зросло до 300 осіб, в Орлі число учасників зросло в 4 рази, з 170 в 2012 до 700 осіб (за даними ГИБДД) 2013 року.

### 2014 рік

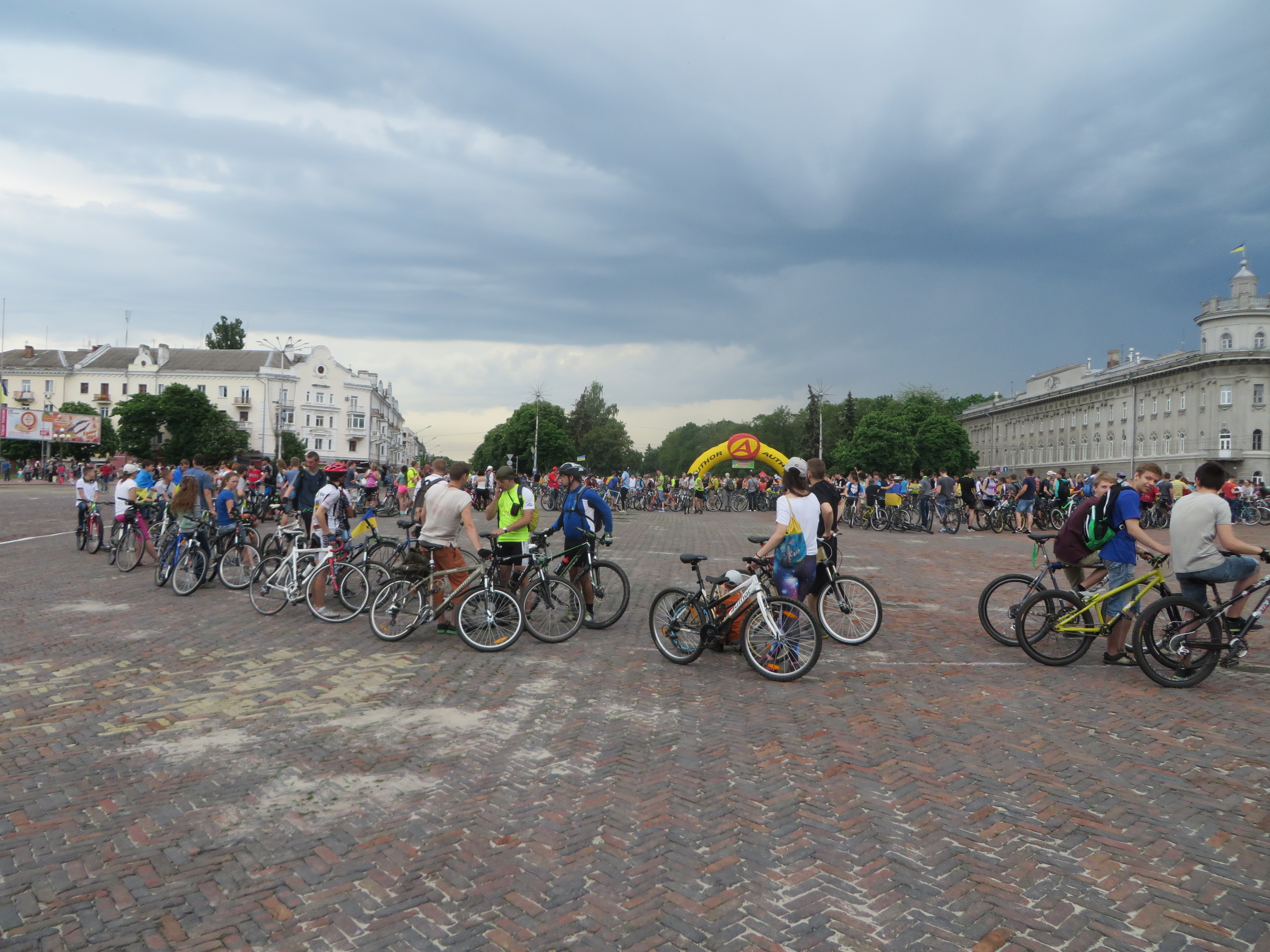
Велодень у Чернігові, 18 травня 2014 року. Красна площа. Флешмоб «Велосипед».
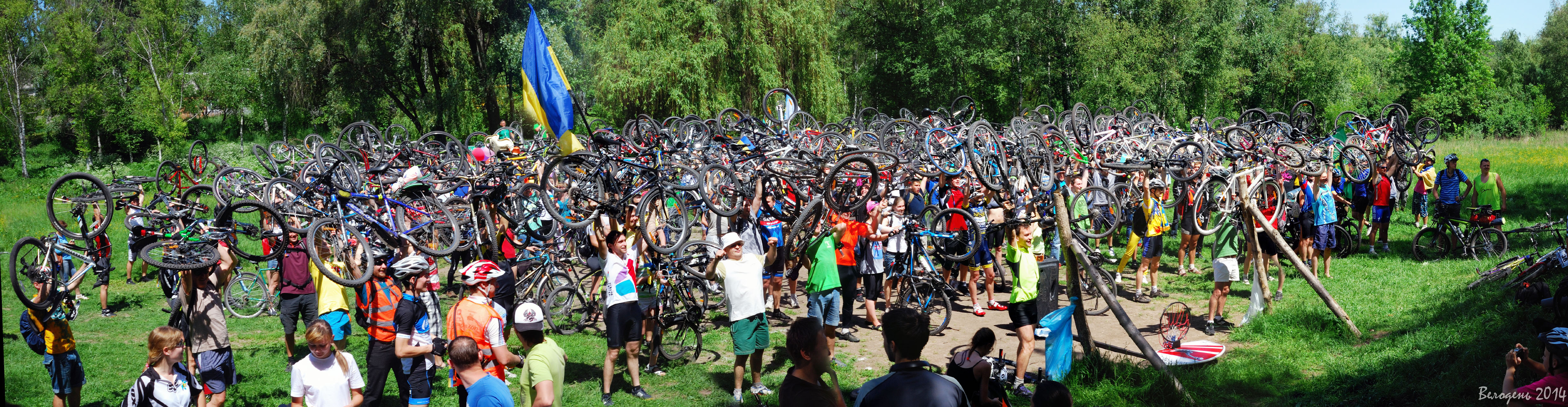
Велодень у Полтаві 2014
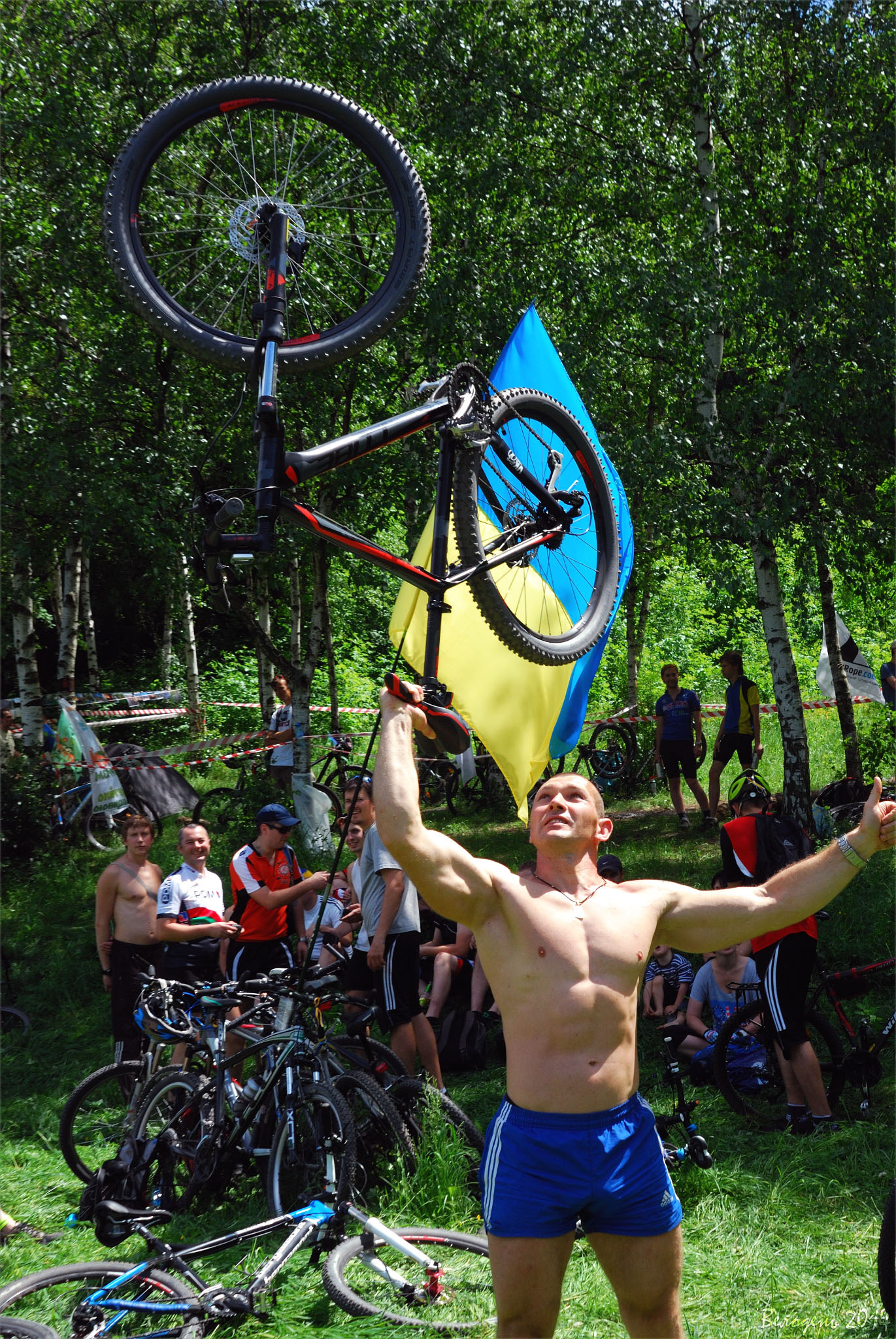
Велодень Полтава-2014

18 травня 2014 року в Чернігові і Харкові пройшов черговий Велодень.
24 травня 2014 року в Полтаві також пройшов Велодень  [Архівовано 31 травня 2014 у Wayback Machine.].
31 травня пройшов Велодень в низці інших міст, в тому числі у Києві. У Славутичі Велодень відбувся 1 червня.

### 2017 рік
У 2017 році велодень пройшов у десятках міст України. У Києві свято велосипедистів пройшло 20 травня, у Львові — 21 травня, у Чернігові — 28 травня.

Велодень у Чернігові, 28 травня 2017. На Красній площі.
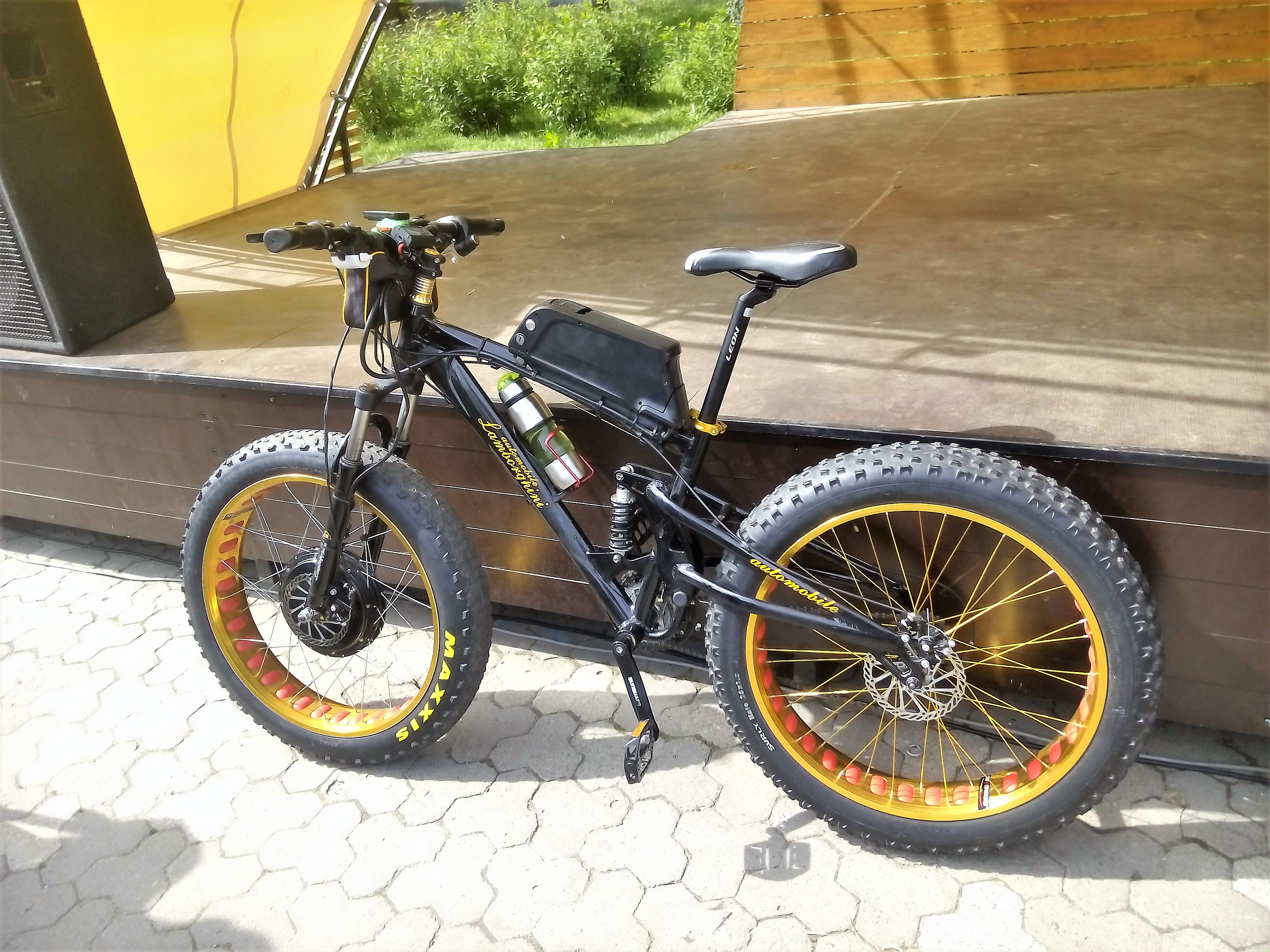
Чудо-вело
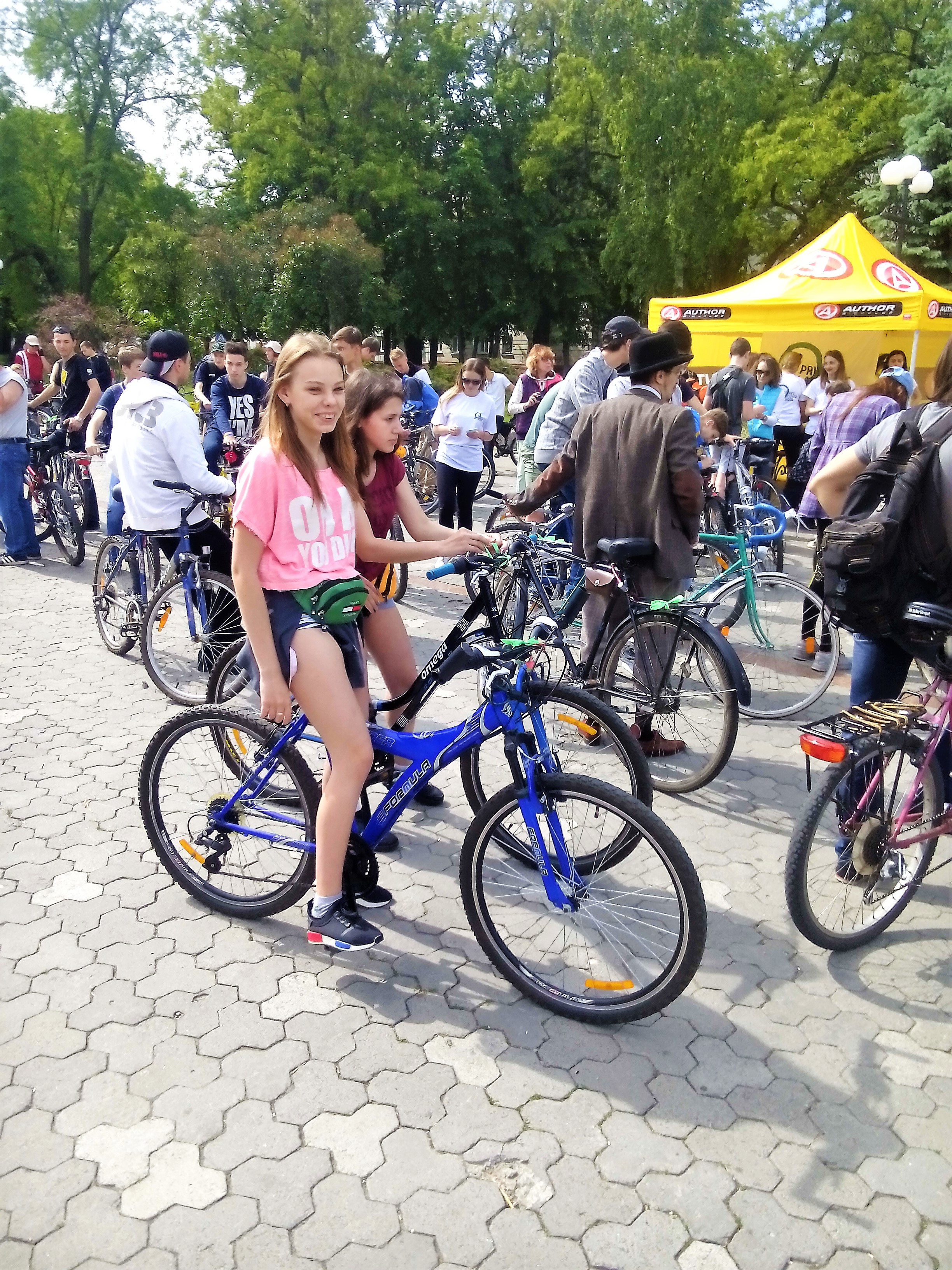
Учасниці
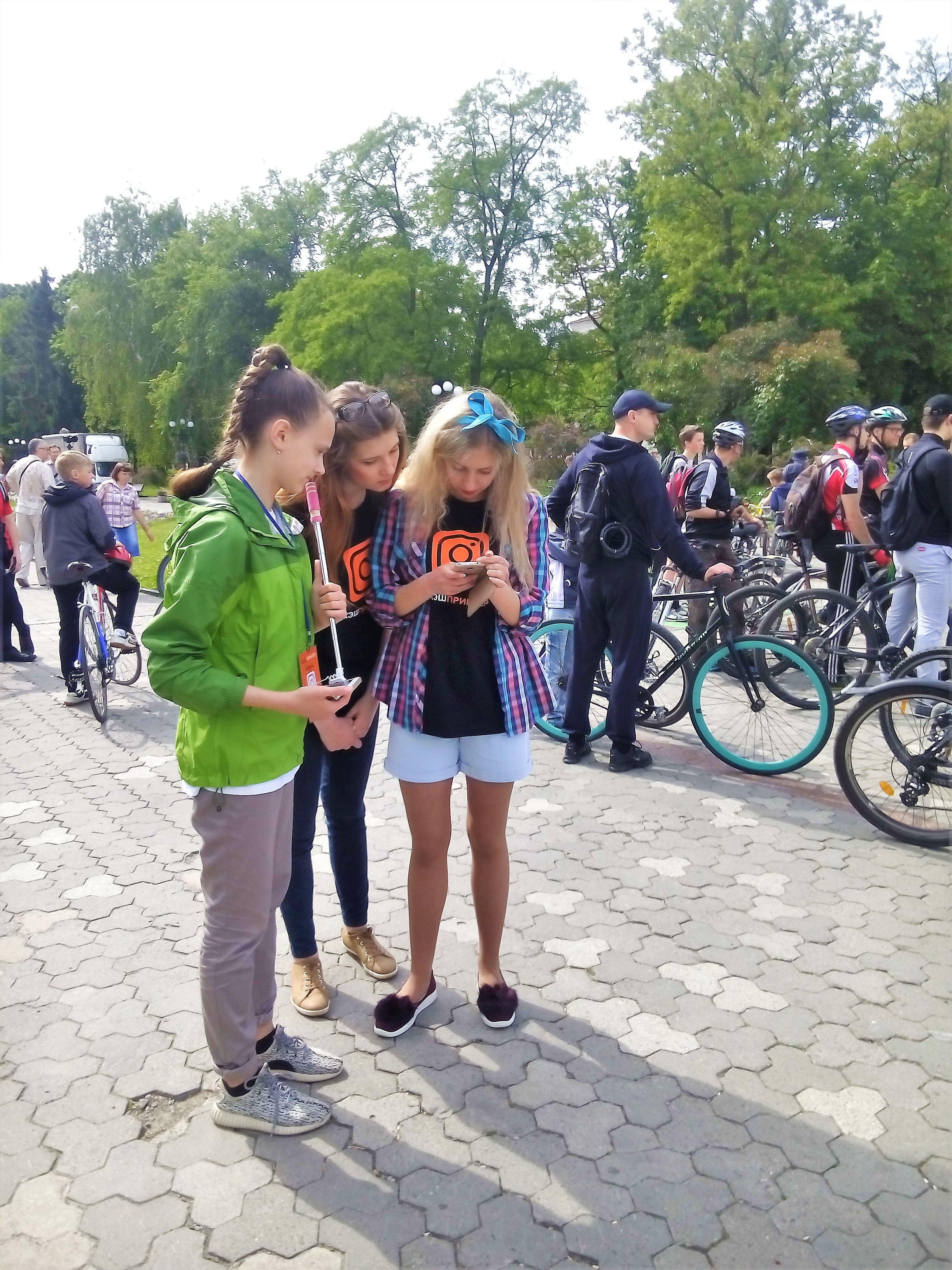
Допомога із реєстрацією
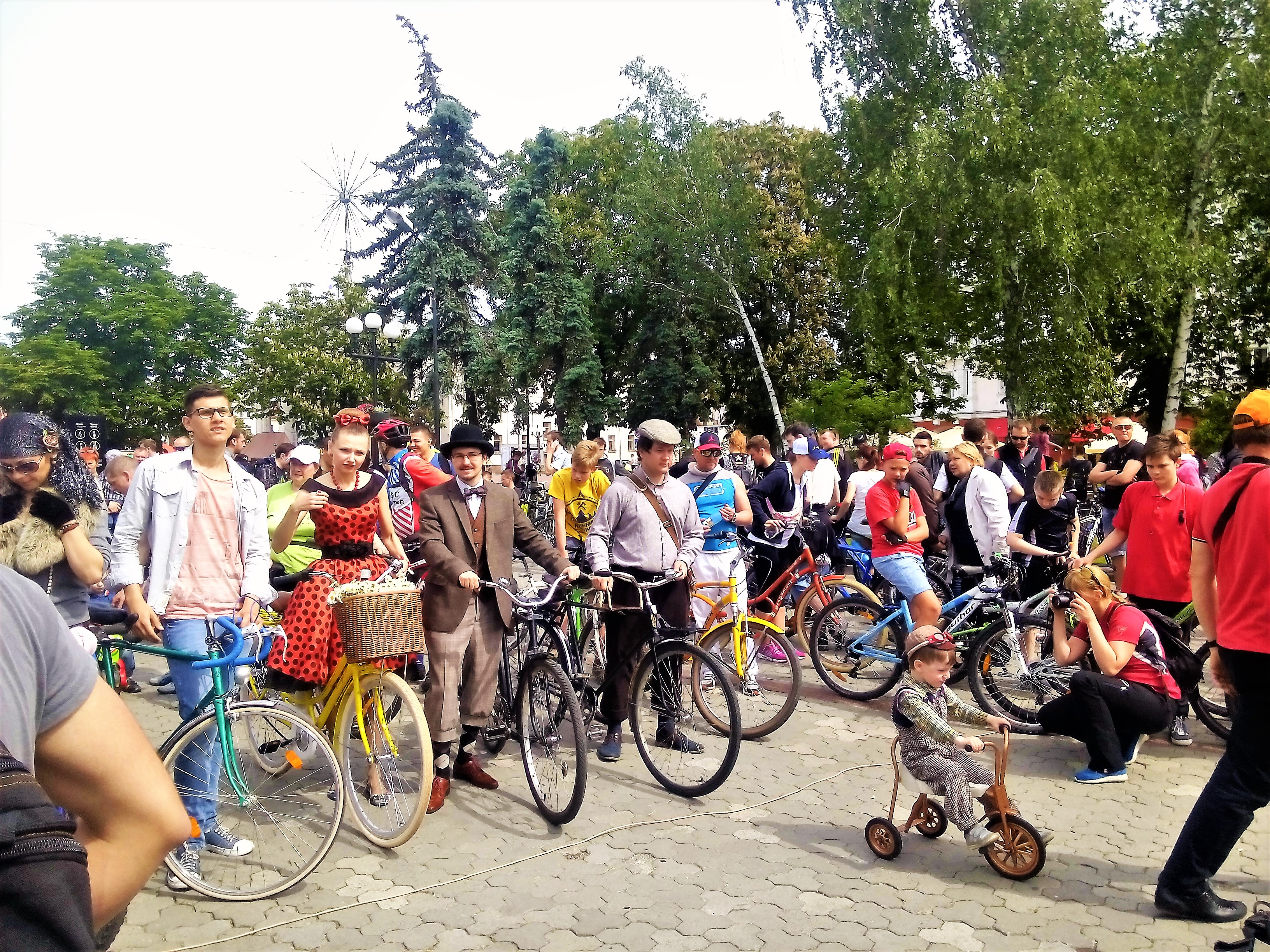
Парад
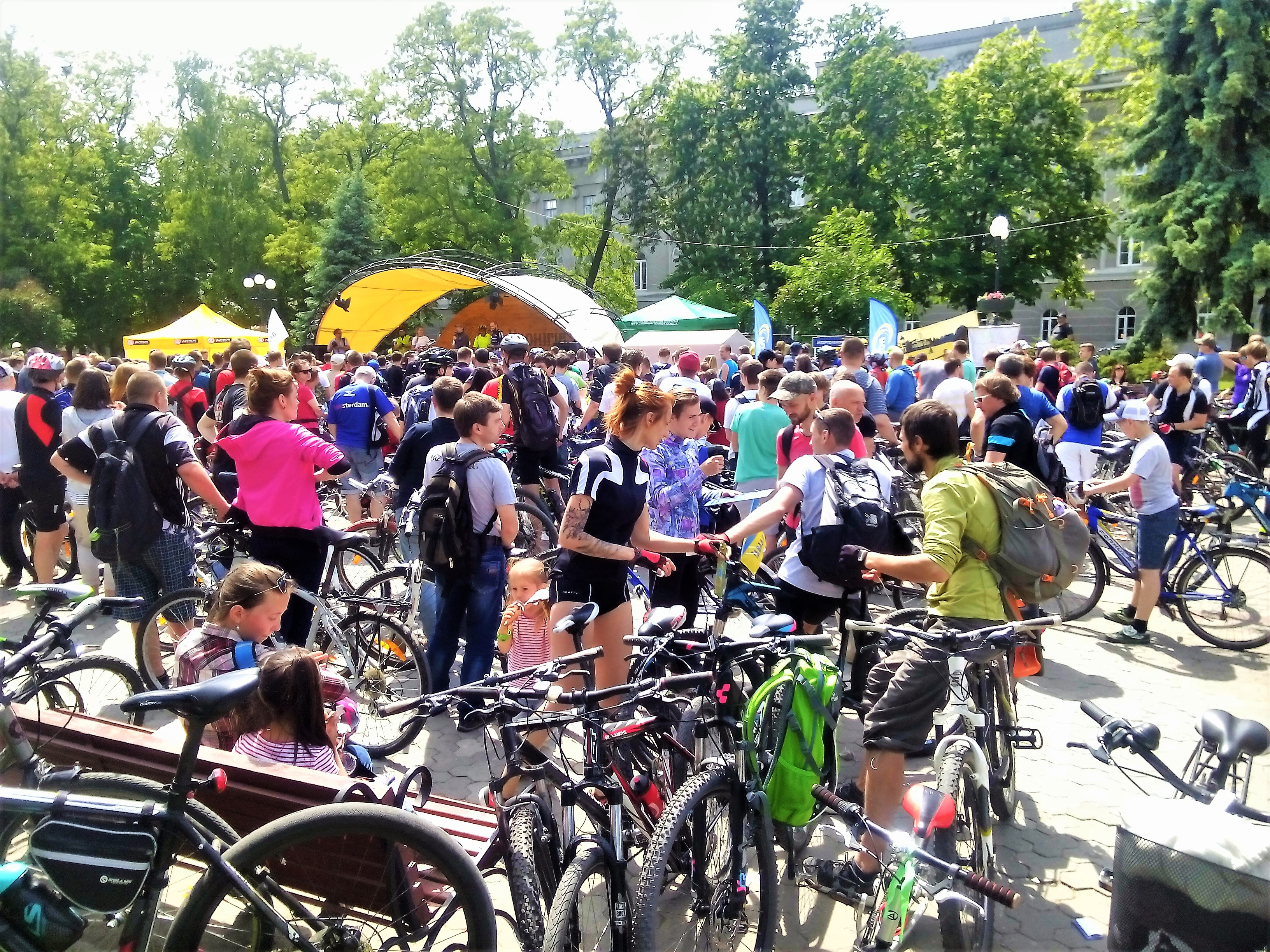
Після пробігу

### 2018 рік
Традиційно у багатьох містах України проходив Велодень у кінці травня. У Чернігові — 27 травня.

Велодень у Чернігові, 27 травня 2018. Біля міськсаду.
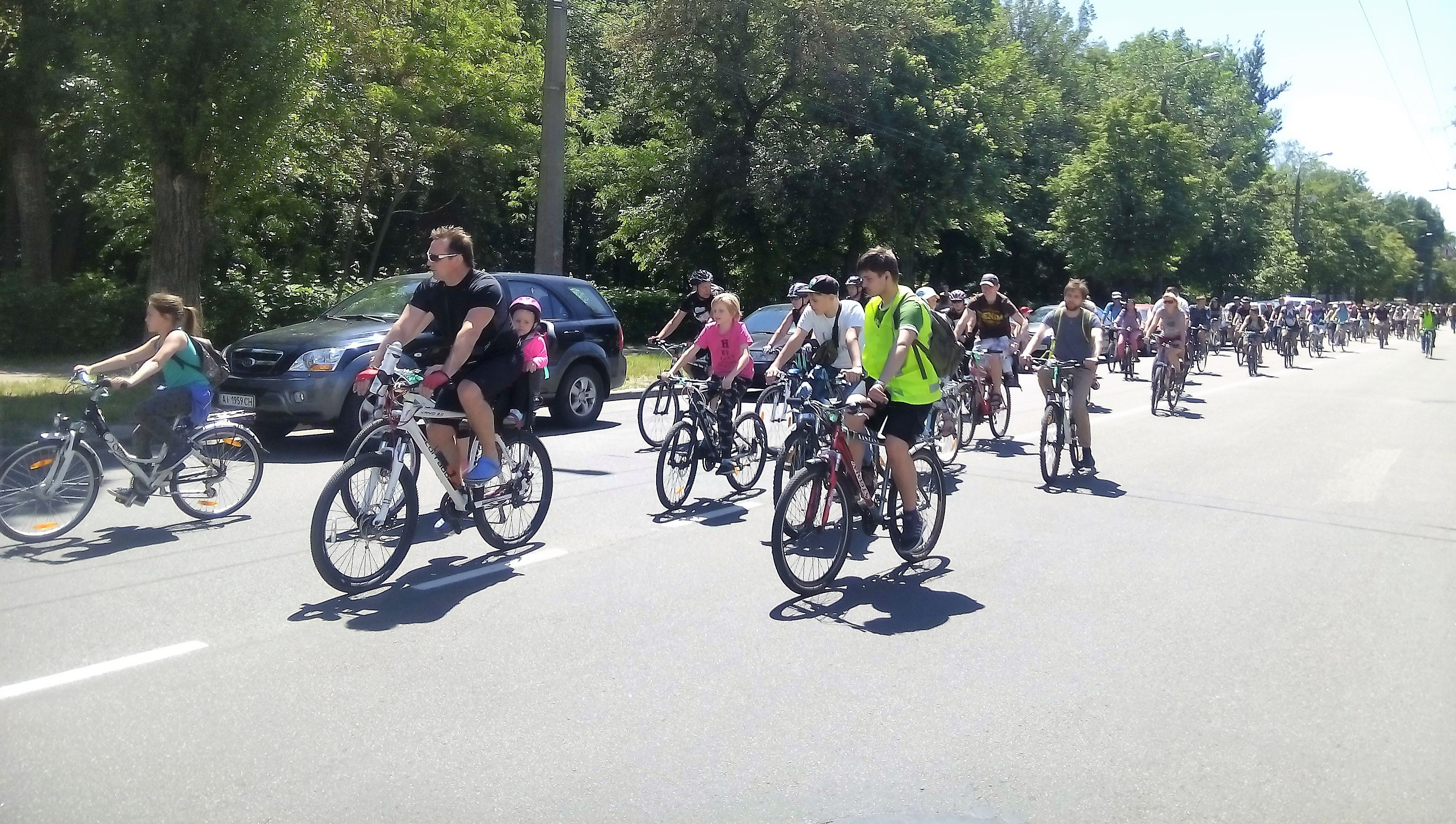
Колона.
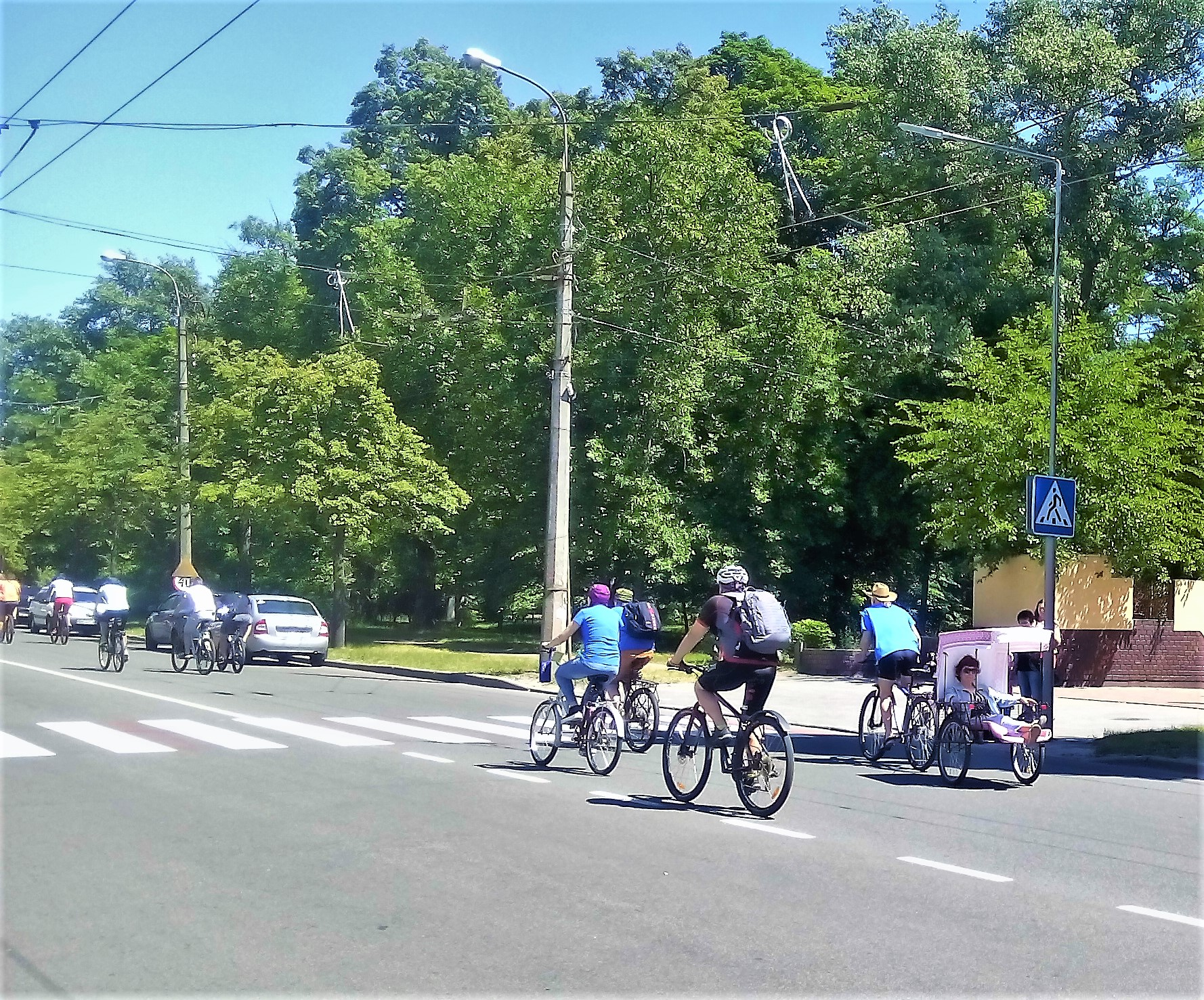
Рівні можливості
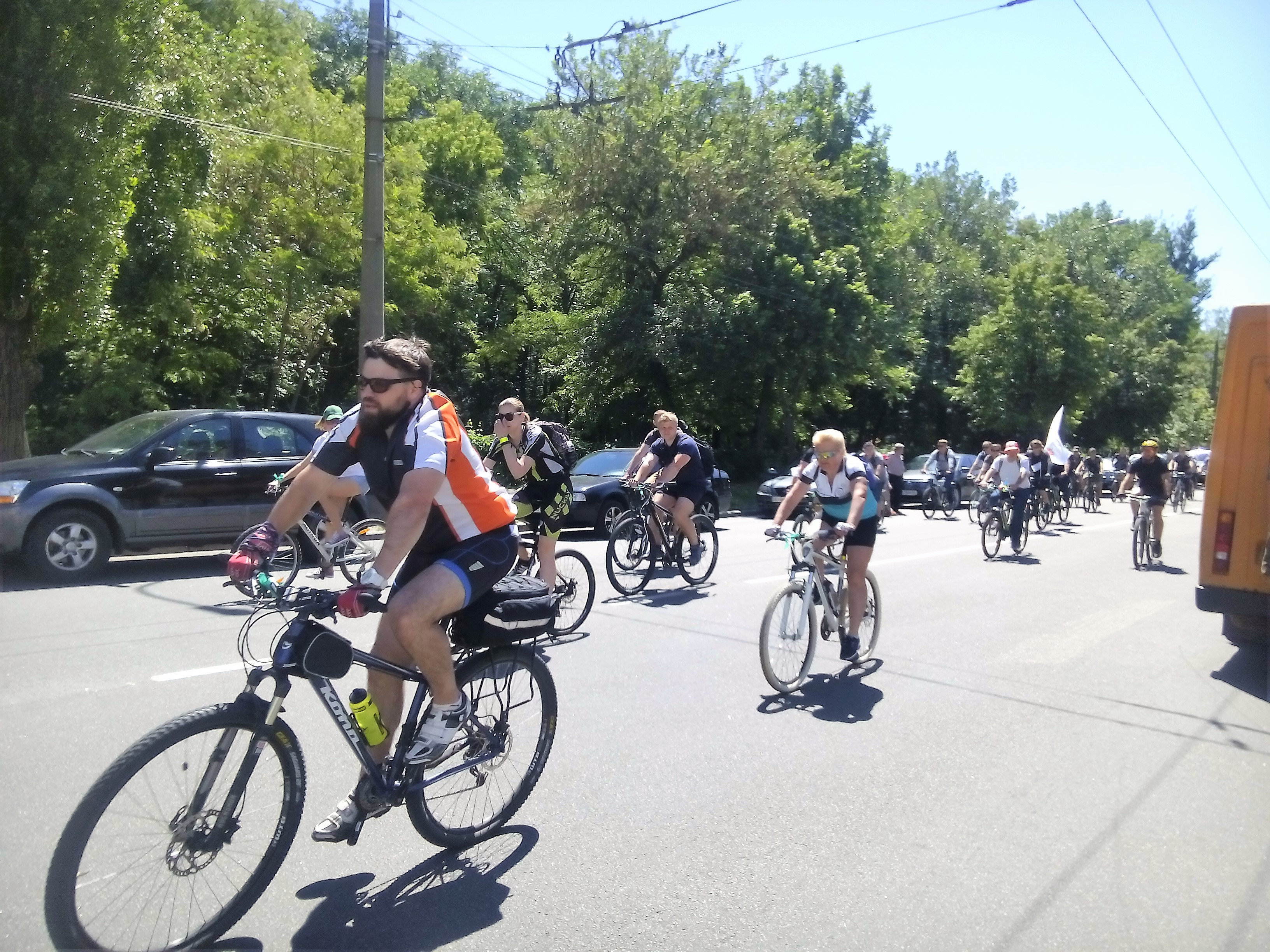
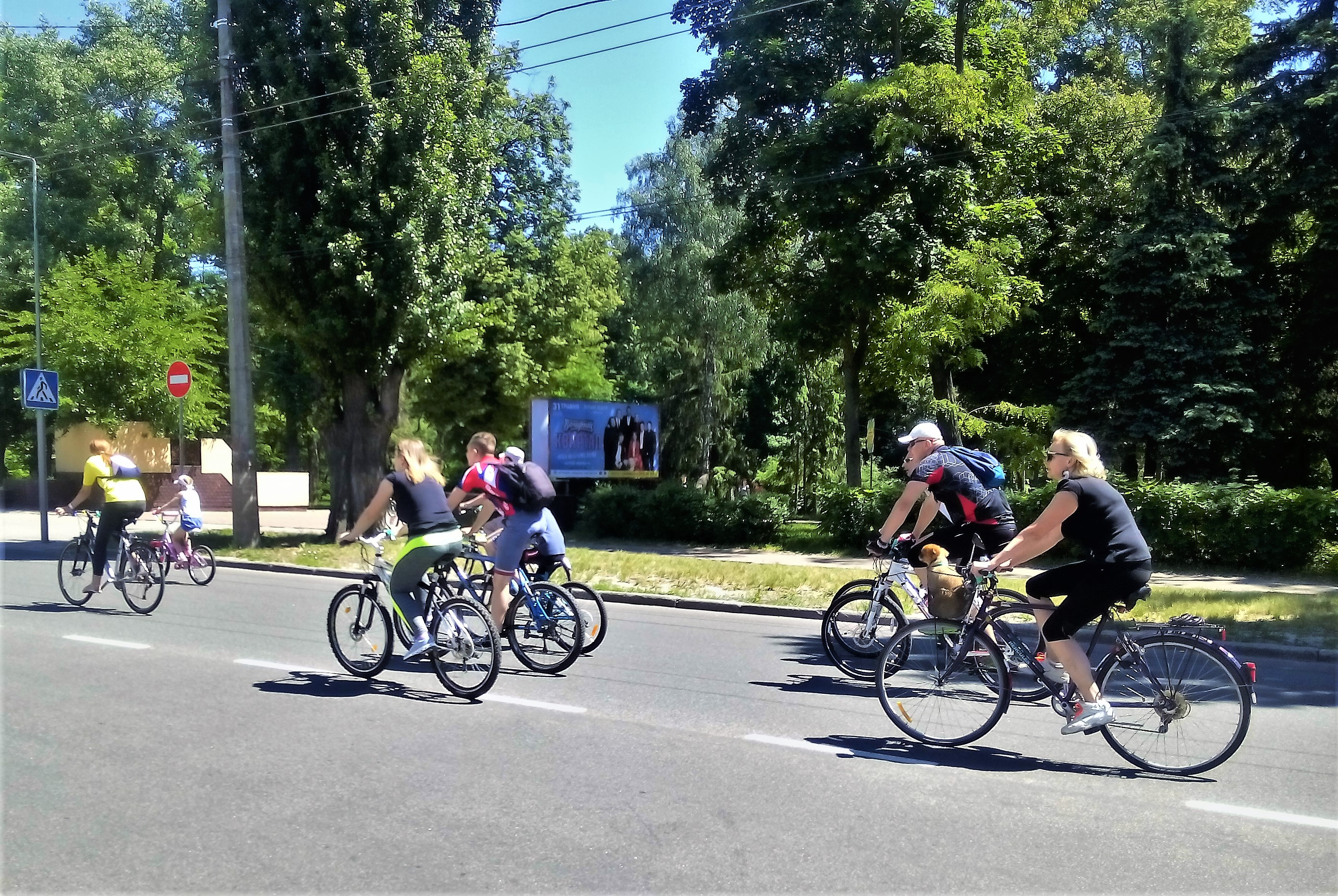
Дама із собачкою
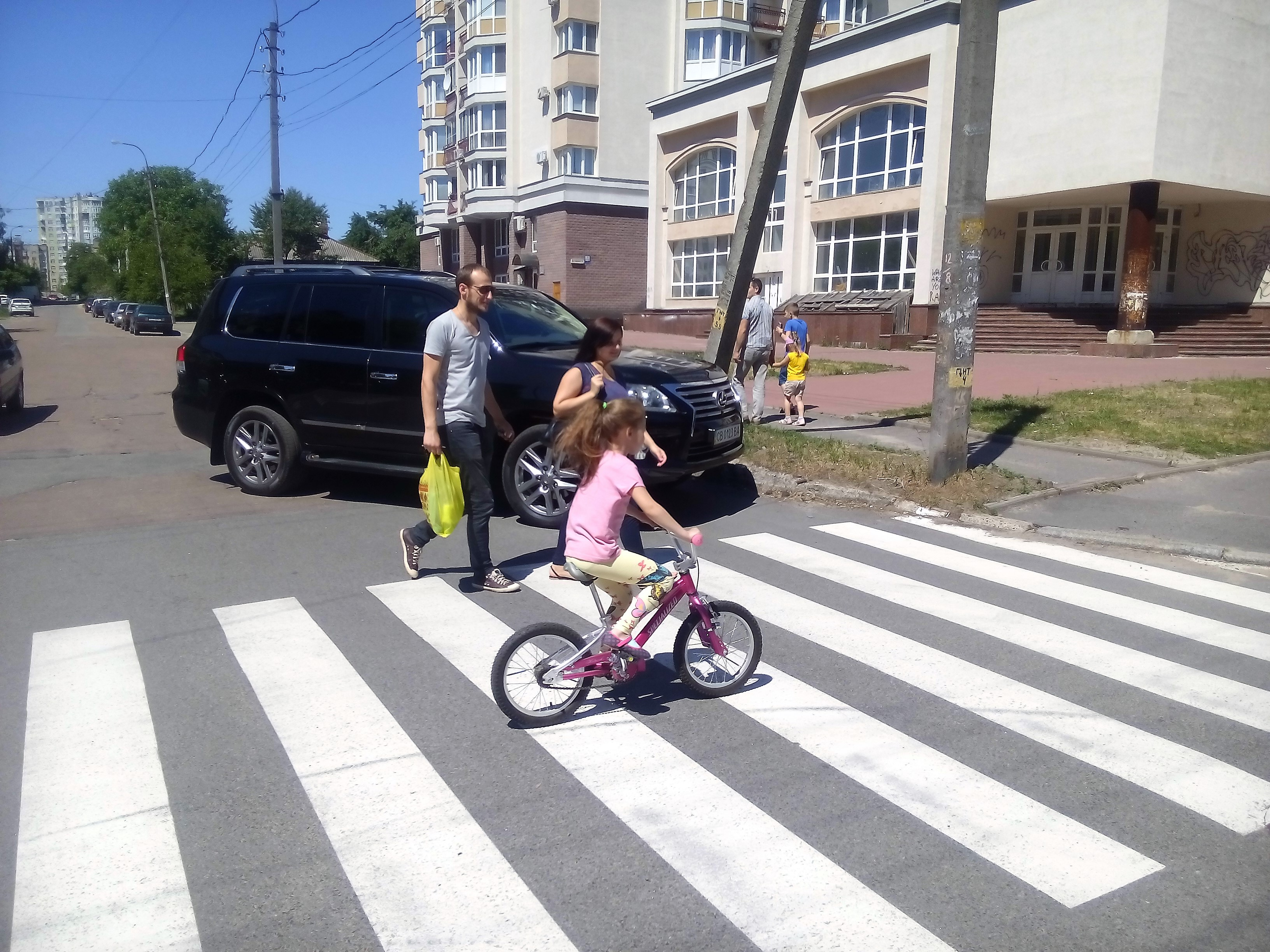
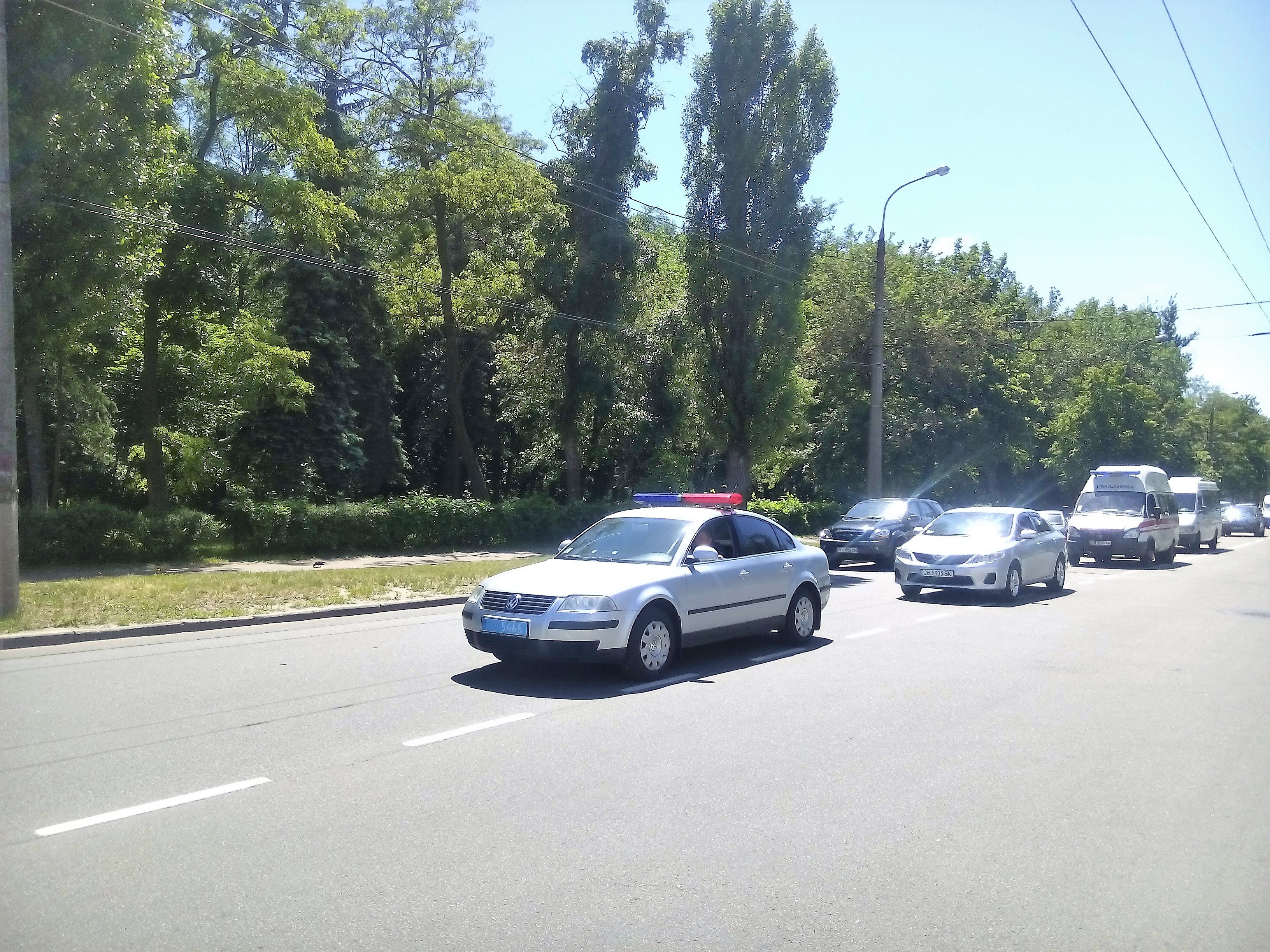
Поліція
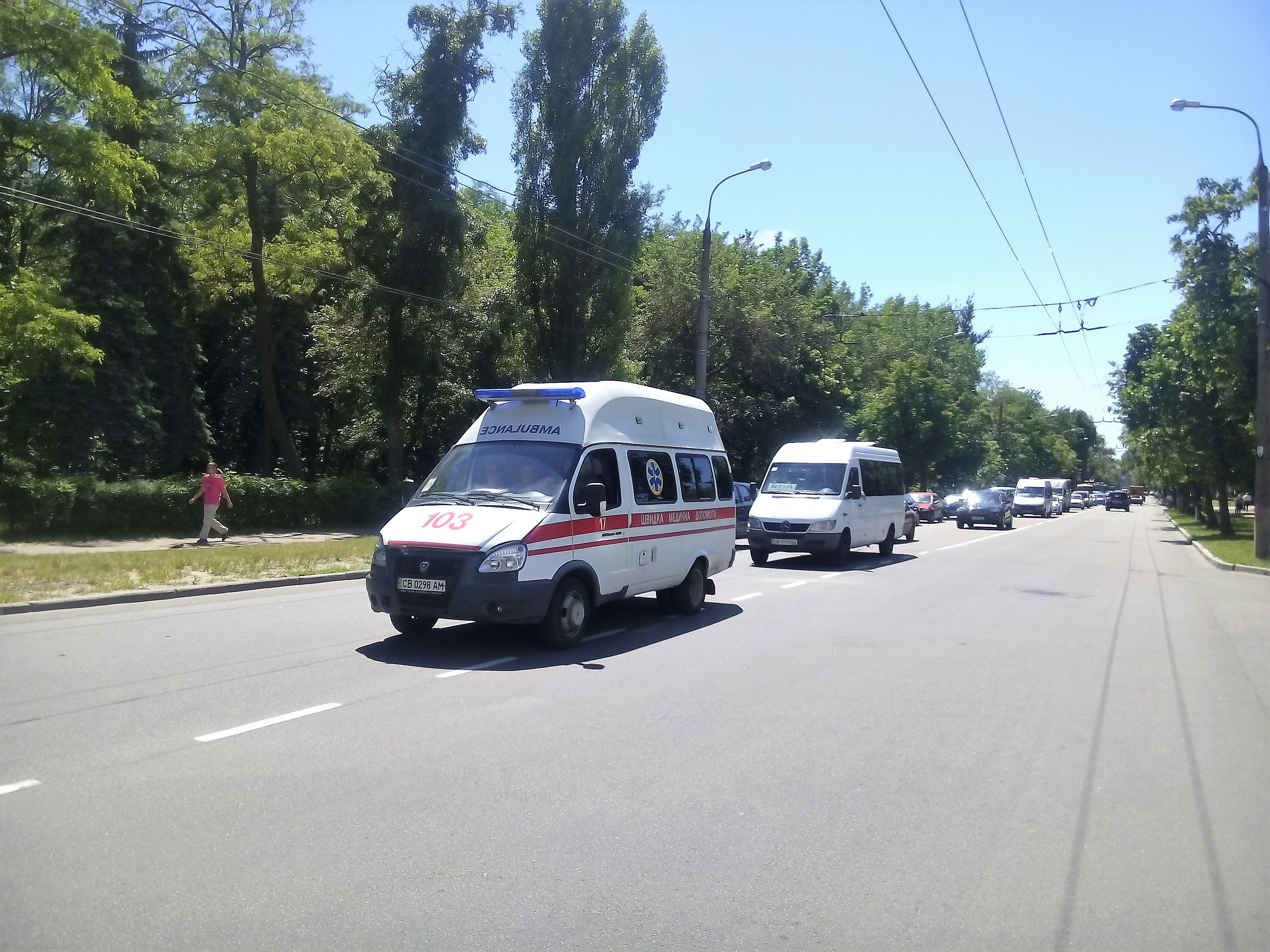
Швидка

### 2019 рік
В різних містах України проходив Велодень у кінці травня, але у деяких — на початку червня (у Києві 1 червня). У Чернігові — 26 травня, це був 11 за рахунком захід саме у Чернігові, і 14 в Україні. Цього року у Чернігові разом зібралися 1700 велосипедистів. У Львові велопробіг пройшов одним з перших, ще 19 травня.

Велодень у Чернігові, 26 травня 2019. В міськсаду.
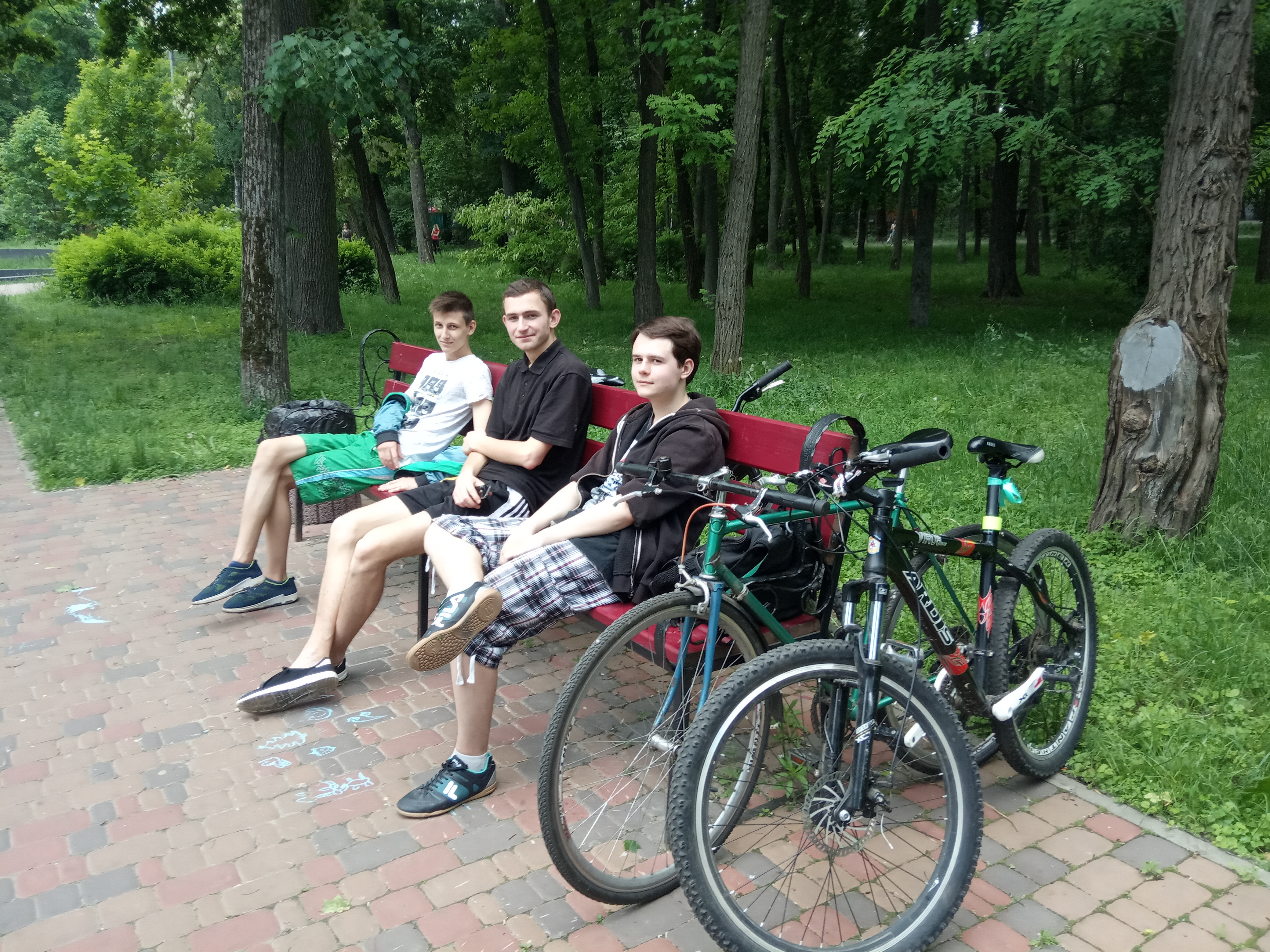
Учасники відпочивають після велопробігу.
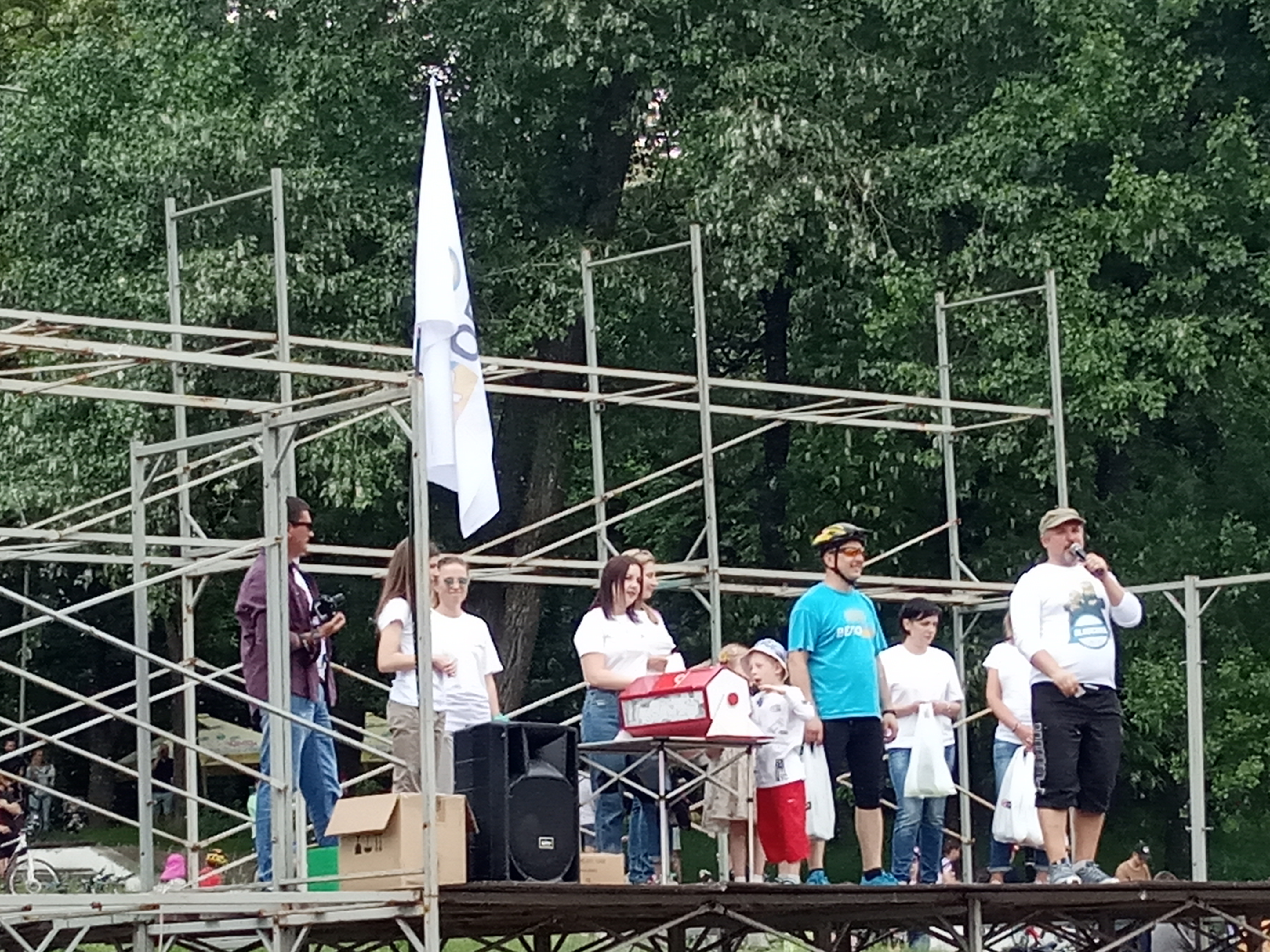
Лотерея
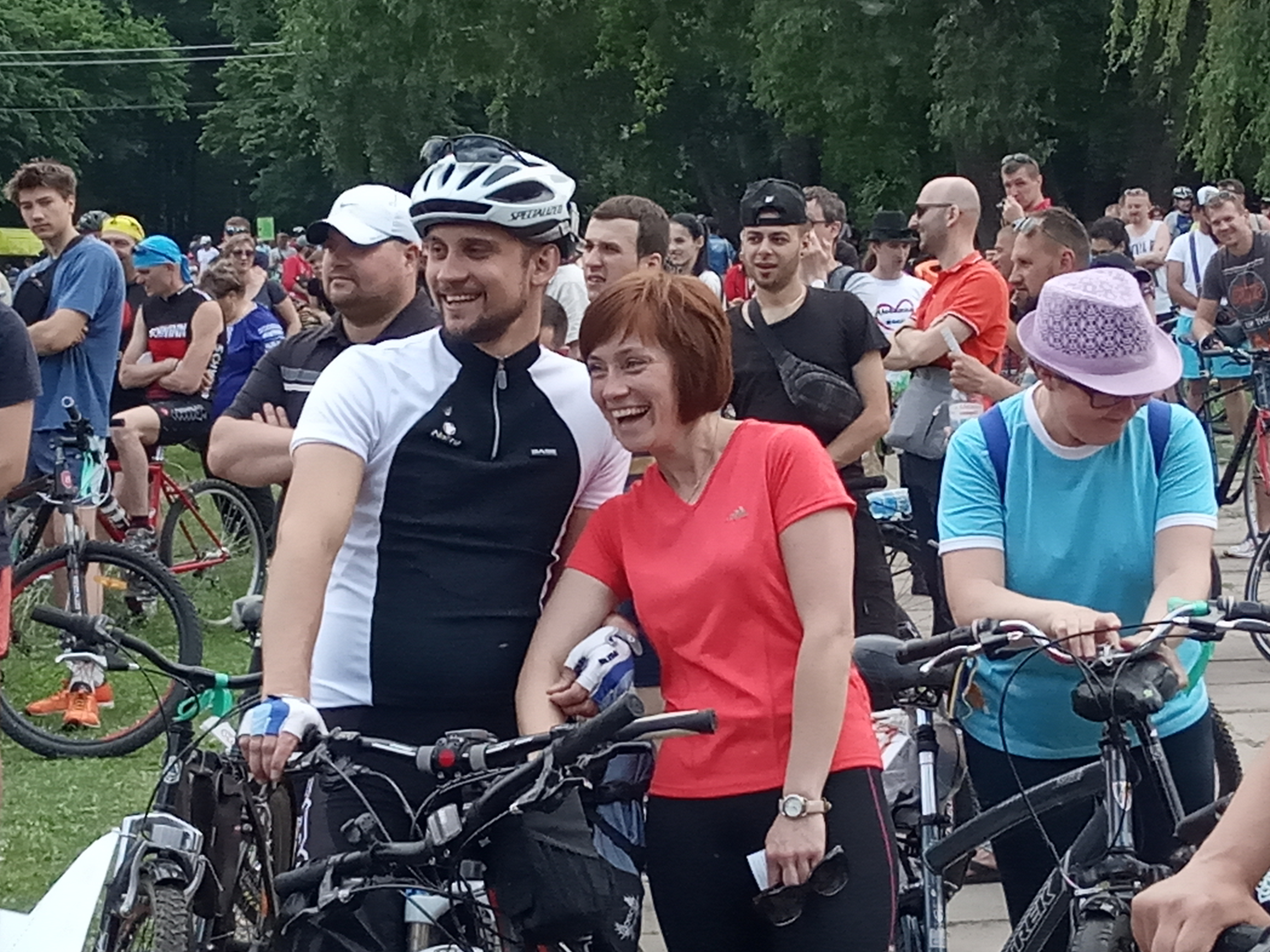
Виграли приз
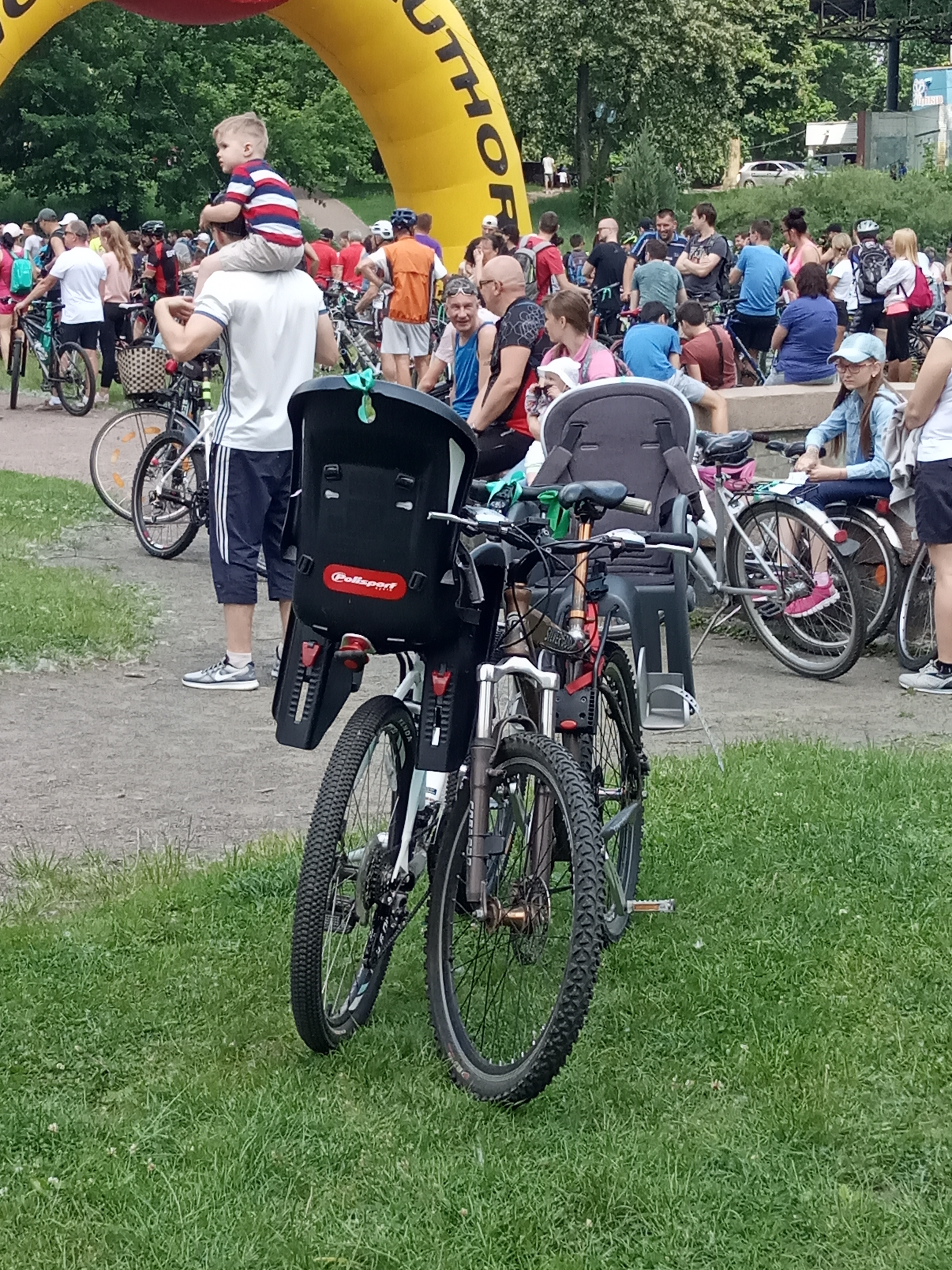
Сімейний велосипед
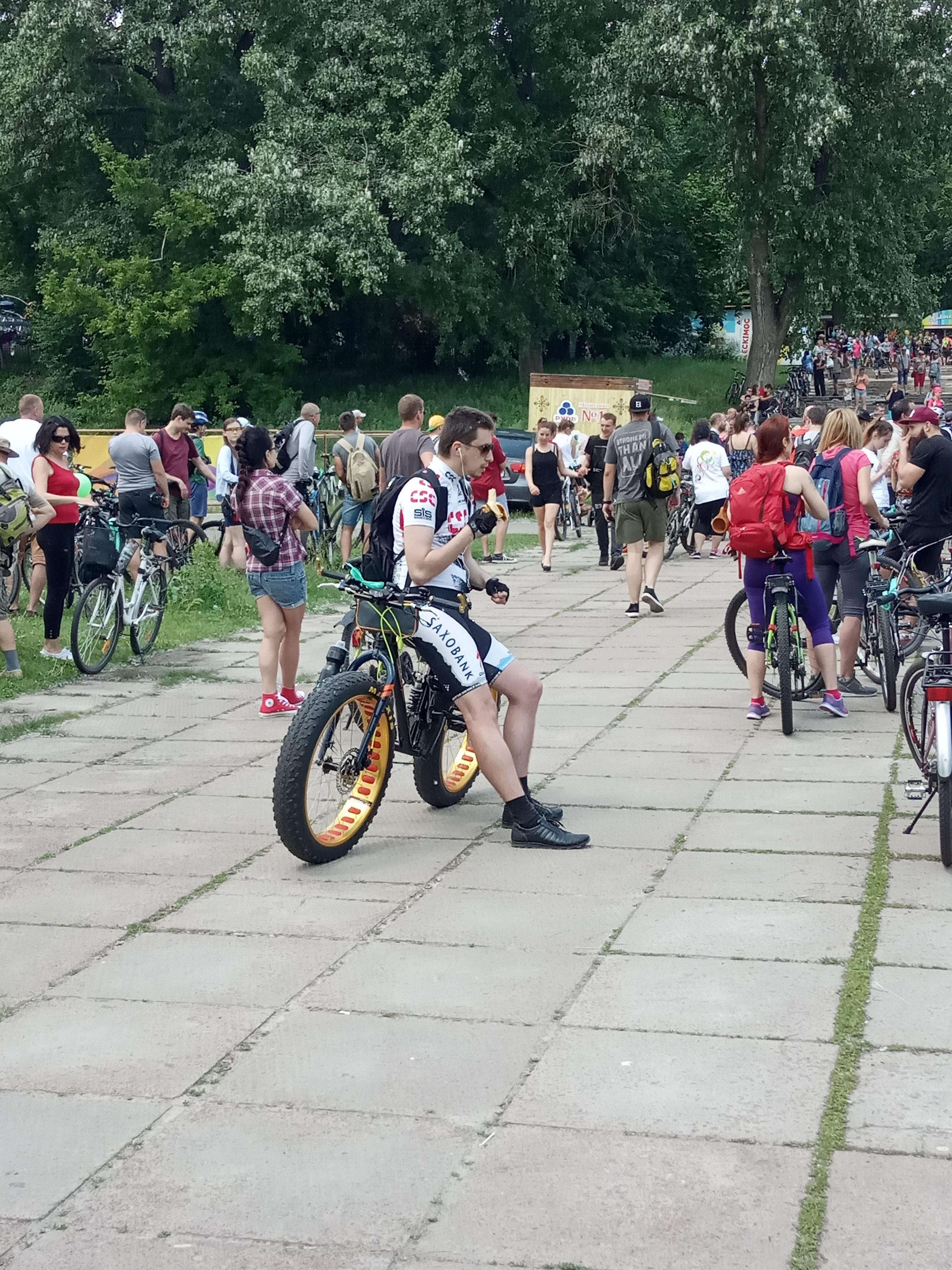
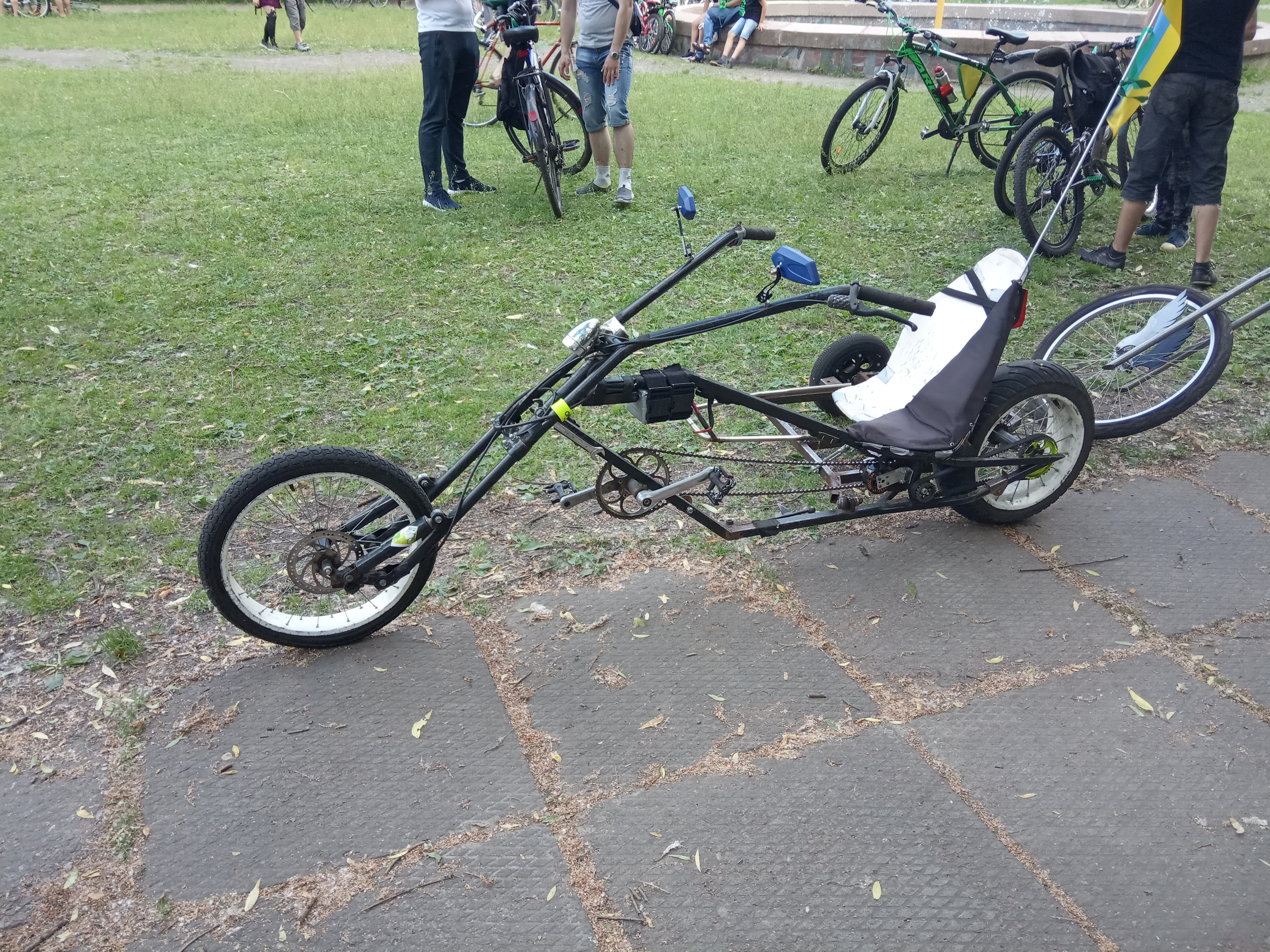
Двомісний електричний велосипед
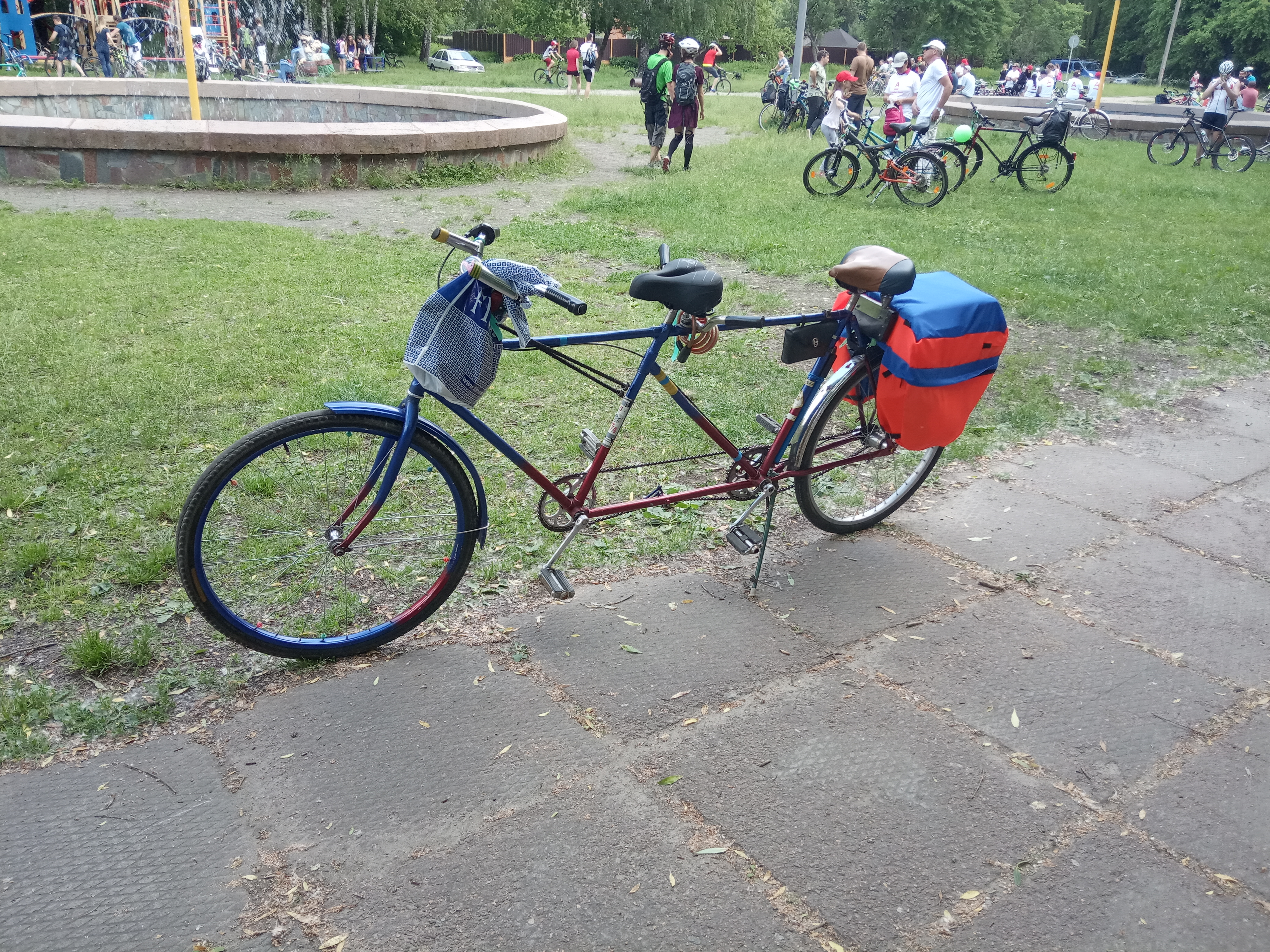
Велосипед-тандем
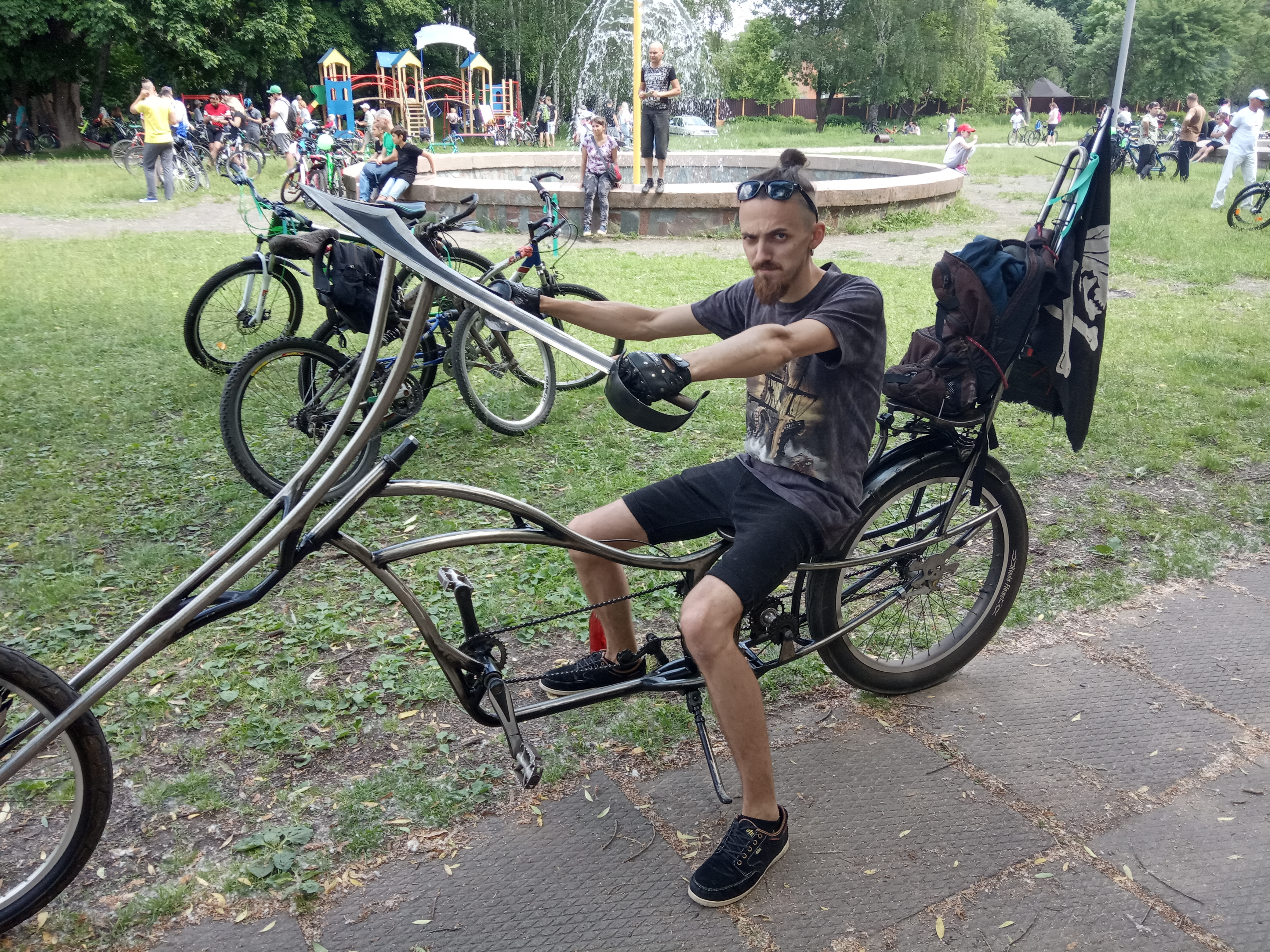
"Піратський" велосипед

## Відомі люди на Велодні
Олімпійські чемпіони з велоспорту Валерій Чаплигін та Володимир Камінський на Велодні-2012 в м. Курську дали інтерв'ю телеканалу СТС-Курськ.

## Ідеологія Велодня
Мета Велодня — самоорганізація велосипедистів та популяризація здорового та активного способу життя, велосипеда як екологічної альтернативи міському автомобілю, створення цивілізованих умов для велосипедистів.
Самоорганізація — ключовий момент в ідеології та організації Велодня. Велодень організовується самими велосипедистами за принципом розподіленої мережі — НЕ єдиний центр та організатор, а безліч організаторів в кожному районі міста, які збирають колони районів, і потім всі колони з'їжджаються в одному місці.
Завжди підкреслюється, що Велодень не політична акція, і політичні партії та рухи не можуть бути організаторами Велодня.
На Велодні заборонено використовувати символіку політичних партій та громадських організацій, створених при політичних силах.
Учасники Велодня виступають за безпеку та взаємоповагу на дорогах, створення велодоріжок та велопарковок у громадських місцях.

## Символіка Велодня

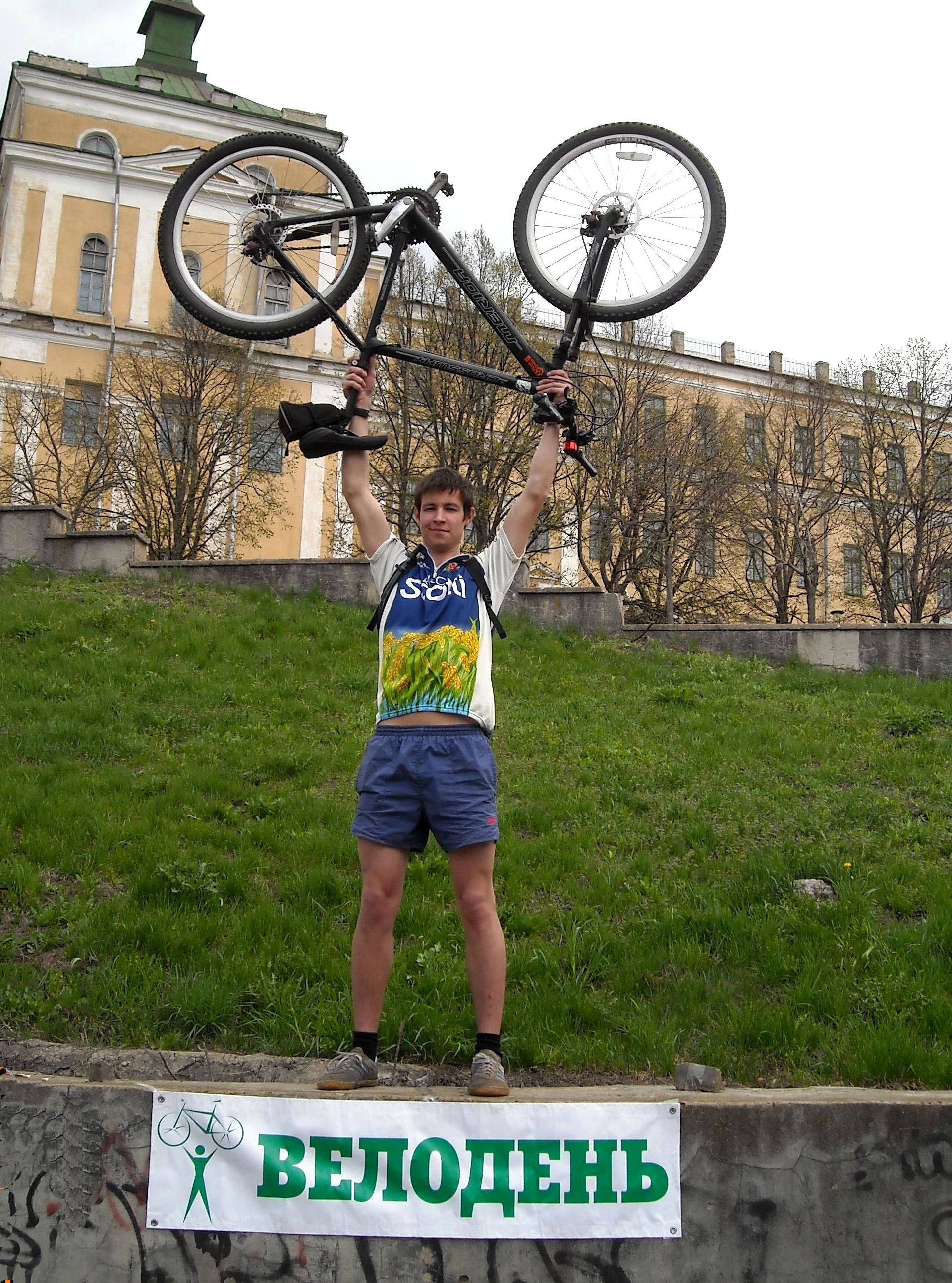
Учасник Велодня піднімає велосипед

Емблемою Велодня є силует людини, що піднімає велосипед над головою. Кольори Велодня — білий та зелений. Кольори можуть взаємозамінятися — білий логотип на зеленому фоні і навпаки, зелений на білому тлі. Організатори виготовляють зелені майки з символікою Велодня, значки, наклейки на раму велосипеда, розтяжки, прапорці та інші агітаційні матеріали.
На Велодні існує традиція, коли велосипедисти всі разом піднімають велосипеди над головою, зображуючи тим самим емблему Велодня.

## Цікаві факти
- Підняти велосипед саме так, як зображено на емблемі Велодня — сідлом вгору — практично неможливо. На Велодні велосипедисти піднімають велосипеди над головою колесами вгору, оскільки так зручніше.
- На Велодень-2012 в Сімферополі відкрили пам'ятник велосипеду. Гігантський велосипед має висоту 2 метри та довжину 3,5 метра.[20]
- На Велодні поділ на колони може бути не лише по районах. Наприклад, часто організовується колона дівчат у сукнях. На Велодні-2011 в Харкові колону велосипедистів очолив міліцейський велозагін, одразу за ним — велотанк, усередині якого їхали 2 велосипедиста. Багато учасників були у карнавальних костюмах. Хтось вирядився піонером або піратом, хтось їхав в костюмі та краватці, або навіть у фраку з циліндром на голові, багато хлопців наділи вишиванки, а дівчата — сарафани та вінки.[21]
- На Велодні-2014 в Чернігові встановили та офіційно зафіксували в «Національному реєстрі рекордів» України новий рекорд «Рухома фігура велосипеда, створена з найбільшої кількості велосипедистів». У створенні фігури взяли участь 903 велосипедисти та їхні велосипеди, фігура велосипеда займала площу 4000 м².[22] У наступному році, на Велодні-2015 в Харкові цей рекорд був побитий — більш ніж 3000 велосипедистів вишикувалися в велетенську фігуру велосипеда, який «проїхав» 50 метрів.[23]